# Landshövdingar i Skaraborgs län
Landshövdingen i Skaraborgs län var mellan 1683 och 1997 chef för Länsstyrelsen i Skaraborgs län (innan 1918 var länsstyrelsen benämnd som Kunglig Majestäts befallningshavande) och fungerade som Kungl. Maj:ts (efter 1975 regeringens) representant för den statliga länsförvaltningen.
Landshövdingen hade ingen direkt koppling till Skaraborgs läns landsting, som var det landsting vars gränser sammanföll med länets.

## Lista

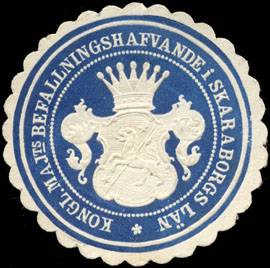
Sigill för Kungl. Maj:ts Befallningshavande i Skaraborgs län

Nedan föjer lista över Landshövdingarna i Skaraborgs län:
Årtal inom parentes anger ämbetsmannens levnadsår.
| Nr  | Porträtt | Namn (Levnadsår)                           | Tillträde | Avgång | Noteringar  |
| --- | -------- | ------------------------------------------ | --------- | ------ | ----------- |
| 1.  |          | Peter Örneklou (163?–17??)                 | 1683      | 1690   |             |
| 2.  |          | Polykarpus Cronhielm (1629–1698)           | 1690      | 1693   |             |
| 3.  |          | Harald Strömfelt (16??–1707)               | 1695      | 1707   |             |
| 4.  |          | Carl Gustaf Soop (1659–1711)               | 1707      | 1711   |             |
| 5.  |          | Germund Cederhielm d.ä. (1635–1719)        | 1712      | 1716   |             |
| 6.  |          | Germund Cederhielm d.y. (1661–1741)        | 1716      | 1716   |             |
| 7.  |          | Peter Scheffer (1657–1731)                 | 1716      | 1723   |             |
| 8.  |          | Gustaf Rålamb (1675–1750)                  | 1723      | 1727   |             |
| 9.  |          | Eric Wrangel (1686–1765)                   | 1727      | 1729   |             |
| 10. |          | Gustaf Palmfelt (1680–1744)                | 1729      | 1733   |             |
| 11. |          | Frans Joachim Ehrenstrahl (1670–1735)      | 1733      | 1735   |             |
| 12. |          | Gabriel Henriksson Falkenberg (1685–1756)  | 1735      | 1748   |             |
| 13. |          | Gabriel Gabrielsson Falkenberg (1716–1782) | 1748      | 1761   |             |
| 14. |          | Adam Otto Lagerberg (1726–1798)            | 1761      | 1778   |             |
| 15. |          | Claes Erik Silfverhielm (1725–1792)        | 1778      | 1784   |             |
| 16. |          | Claes Julius Ekeblad (1742–1808)           | 1784      | 1796   |             |
| 17. |          | Johan Adam Hierta (1749–1816)              | 1796      | 1810   |             |
| 18. |          | Georg Adlersparre (1760–1835)              | 1810      | 1824   |             |
| 19. |          | Arvid Posse (1782–1831)                    | 1824      | 1831   |             |
| 20. |          | Carl Henrik Gyllenhaal (1788–1857)         | 1831      | 1837   |             |
| 21. |          | Wilhelm Albrecht d'Orchimont (1783–1861)   | 1837      | 1851   |             |
| 22. |          | Anders Peter Sandströmer (1804–1857)       | 1851      | 1857   |             |
| 23. |          | Jonas Wærn (1799–1868)                     | 1857      | 1866   |             |
| 24. |          | Carl Malmsten (1814–1886)                  | 1866      | 1879   | [ 1 ]       |
| 25. |          | Cornelius Sjöcrona (1835–1917)             | 1879      | 1906   | [ 1 ]       |
| 26. |          | Fabian De Geer (1850–1934)                 | 1906      | 1917   | [ 1 ]       |
| 27. |          | Axel Ekman (1869–1939)                     | 1917      | 1935   | [ 1 ]       |
| 28. |          | Carl Mannerfelt (1886–1951)                | 1935      | 1951   | [ 1 ]       |
| 29. |          | Fritiof Domö (1889–1961)                   | 1951      | 1956   | [ 2 ]       |
| 30. |          | Bertil Fallenius (1900–1990)               | 1956      | 1967   | [ 3 ]       |
| 31. |          | Karl Frithiofson (1919–2009)               | 1967      | 1986   | [ 4 ] [ 5 ] |
| 32. |          | Lennart Orehag (1925–2012)                 | 1986      | 1990   | [ 6 ]       |
| 33. |          | Birger Bäckström (1937–2016)               | 1991      | 1997   | [ 7 ] [ 8 ] |